# Letňany
Letňany (německy Letnian) jsou městská čtvrť a katastrální území Prahy, které jako jediné tvoří území městské části Praha 18 (do roku 2001 Praha-Letňany). Leží v městském obvodě Praha 9 na okraji Polabské nížiny v blízkosti tzv. Pražského zlomu. 

## Historie
První samostatná zmínka o tehdy samostatné vesnici pochází z roku 1347, kdy se uvádí založení poplužního dvora „Wesz Letniany“ pražským měšťanem Mikulášem Velflínem od Věže zřejmě kolem roku 1307. Podle jedné z hypotéz ji založili migranti z Letné, která opakovaně trpěla nájezdy vojsk obléhajících Prahu. Ves měnila majitele, krátce byla i v držení Valdštejnů. Roku 1651 se staly součástí vinořského panství, které patřilo rodu Černínů z Chudenic.
Josef Záruba, tehdejší starosta, založil sbor dobrovolných hasičů. Obcí se staly se zavedením obecního zřízení v roce 1850, školou a kostelem v té době spadaly pod Čakovice. V roce 1904 se v Letňanech narodil pozdější komunistický prezident Antonín Novotný.
Výrazný rozvoj Letňan je spojen s rokem 1925, kdy se sem z Kbel přestěhovala vojenská továrna na letadla Letov a spolu s tím zde vzniklo i jedno z nejvýznamnějších československých letišť – letiště Letňany. V roce 1927 zde vzniká civilní část Vojenského leteckého ústavu studijního (dnes známého jako Výzkumný a zkušební letecký ústav), v roce 1931 přichází další letecká továrna, Avia a nakonec letecká divize koncernu ČKD. Po komunistickém puči v roce 1948, postupně dochází k úpadku leteckých výrobců, a převrat v roce 1989 pak znamenal konec i posledního přeživšího leteckého výrobce – společnosti Letov. Ze vší slávy první poloviny dvacátého století tak do dnešních dnů zůstal jen Výzkumný a zkušební letecký ústav a samotné letiště, které v roce 2007 získala britská investiční společnost.
Po sametové revoluci sice nastal v letecké výrobě útlum, zároveň ale nastal rozvoj v oblasti služeb – na západním okraji čtvrti vyrostly hypermarkety Tesco, Lidl a Globus.
Zákonem č. 111/1967 Sb. o hlavním městě Praze byly k 1. lednu 1968 připojeny ke Praze, do obvodu Praha 9, k němuž patří dosud. V 70. a 80. letech zde bylo vybudováno sídliště panelových domů, které nahradilo velkou část starých Letňan. Při připojení k Praze zůstal zachován zdejší místní národní výbor, ten byl po Sametové revoluci transformován na místní úřad. 
Se zavedením městských částí v Praze s účinností od 24. listopadu 1990 se Letňany pod názvem Praha-Letňany staly jednou z 56 (později 57) městských částí Prahy. Její úřad měl část pravomocí (např. stavební úřad, živnostenský odbor) i pro obvod MÚ Praha-Čakovice. Se správní reformou Prahy od 1. července 2001, kdy byly místní úřady a obvodní úřady přejmenovány na úřady městské části, byly Letňany jako samosprávná městská část přejmenovány na Prahu 18.

## Pamětihodnosti
- Kaple svatého Kříže – na bývalé návsi, Bechyňská. Pozdně klasicistní kaple z roku 1865.

## Charakter čtvrti
Letňany dnes už nejsou jen velké panelákové sídliště, které je od ostatní zástavby odděleno poli. V západní části čtvrti stojí panelové domy, které jsou postupně nepříliš vhodným způsobem rekonstruovány (nadměrná barevnost, ignorance základních architektonických pravidel, zahušťování zástavby),[zdroj⁠?!] uprostřed se nacházejí vily a domy, které zde zůstaly z původní vesnice. Východní část Letňan pak vyplňuje průmyslový areál Letov, letiště Letňany a letňanské výstaviště (Pražský veletržní areál Letňany). Protože se zde nachází hypermarket s multikinem Tesco („Obchodní centrum Letňany“) a sportovní areál s bazénem, hokejovou a tenisovou halou, jezdí sem mnoho lidí z okolních čtvrtí nakupovat, za zábavou či sportem.
V prvním desetiletí 21. století byl postaven obytný soubor Nový Prosek, který je v jihozápadním cípu katastru Letňan mezi ulicemi Kbelskou (součást tranzitní trasy E55) a Lovosickou.

## Doprava

### Veřejná doprava
Letňany jsou obsluhovány městskými a příměstskými autobusy PID. Od 9. května 2008 je v provozu konečná stanice linky metra C Letňany umístěná jeden kilometr jižně od Letňan blízko nynějšího výstaviště PVA a letiště Letňany.

### Individuální doprava
Letňany jsou přímo napojeny ulicí Kbelskou na Městský okruh, severně od čtvrti je začátek dálnice D8. U stanice metra je zřízeno parkoviště P+R.

## Sport
- HC Letci Letňany – hokejový klub

## Budoucnost
Rozvoj Letňan nejvíce ovlivňuje předpokládané umístění několika sportovišť a dříve plánovaného nového národního stadionu pro olympijské hry, o jejichž pořádání Praha neúspěšně usilovala pro rok 2016. Její kandidatura byla v roce 2008 olympijským kongresem předem zamítnuta. V roce 2009 Městská rada Prahy rozhodla, že se nebude ucházet o pořádání olympijských her v roce 2020. Plánuje se také prodloužení metra C až na Avia Letňany.

## Rodáci
- Antonín Novotný, československý prezident
- Bohuslav Vyletal, fotbalista
- Václav Šorel, spisovatel
- Anna Huječková, historik Letňan
- František Kobík, grafik
- Lucie Hradecká, tenistka
- Pavel Pergl, fotbalista

## Fotogalerie

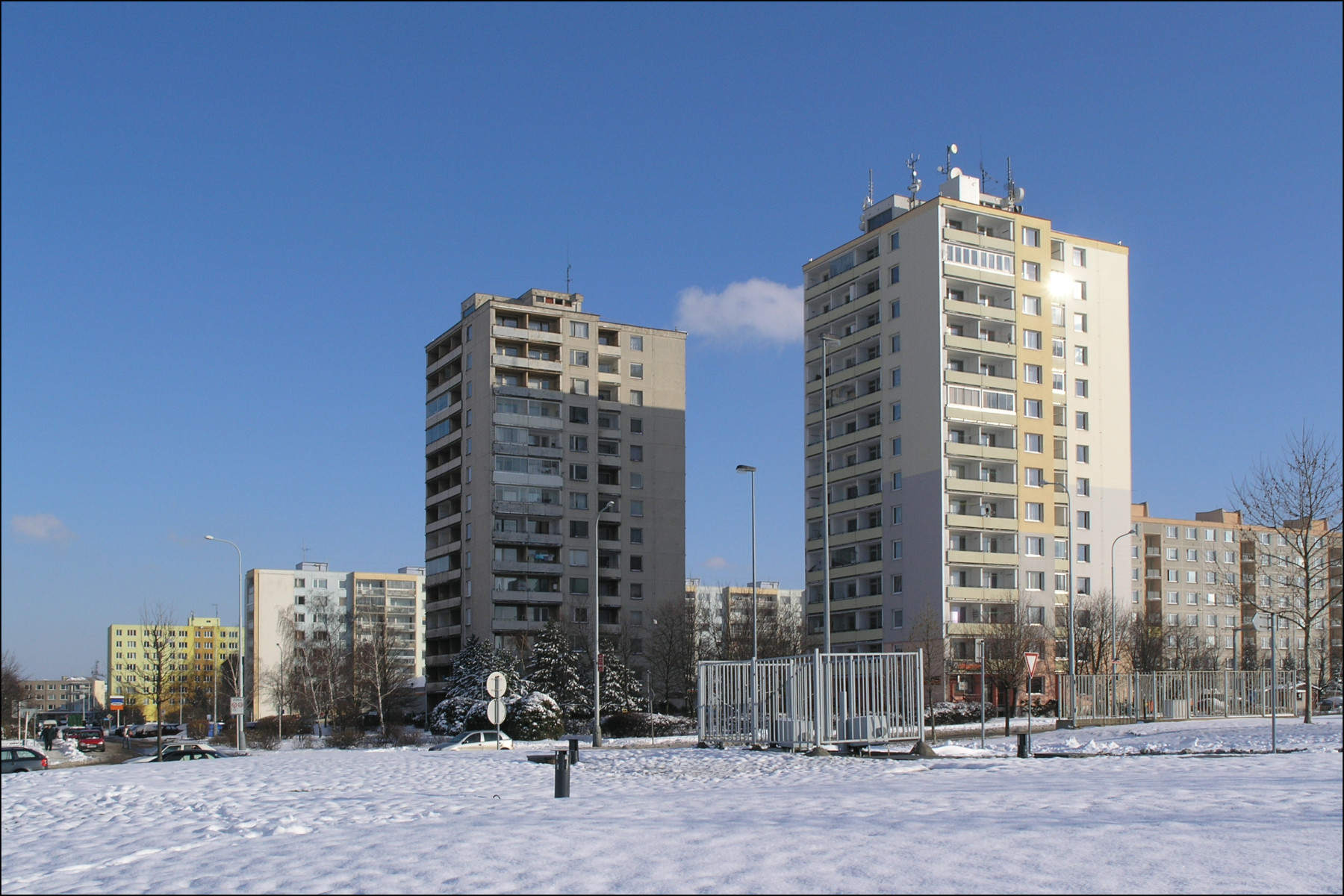
Sídliště Letňany
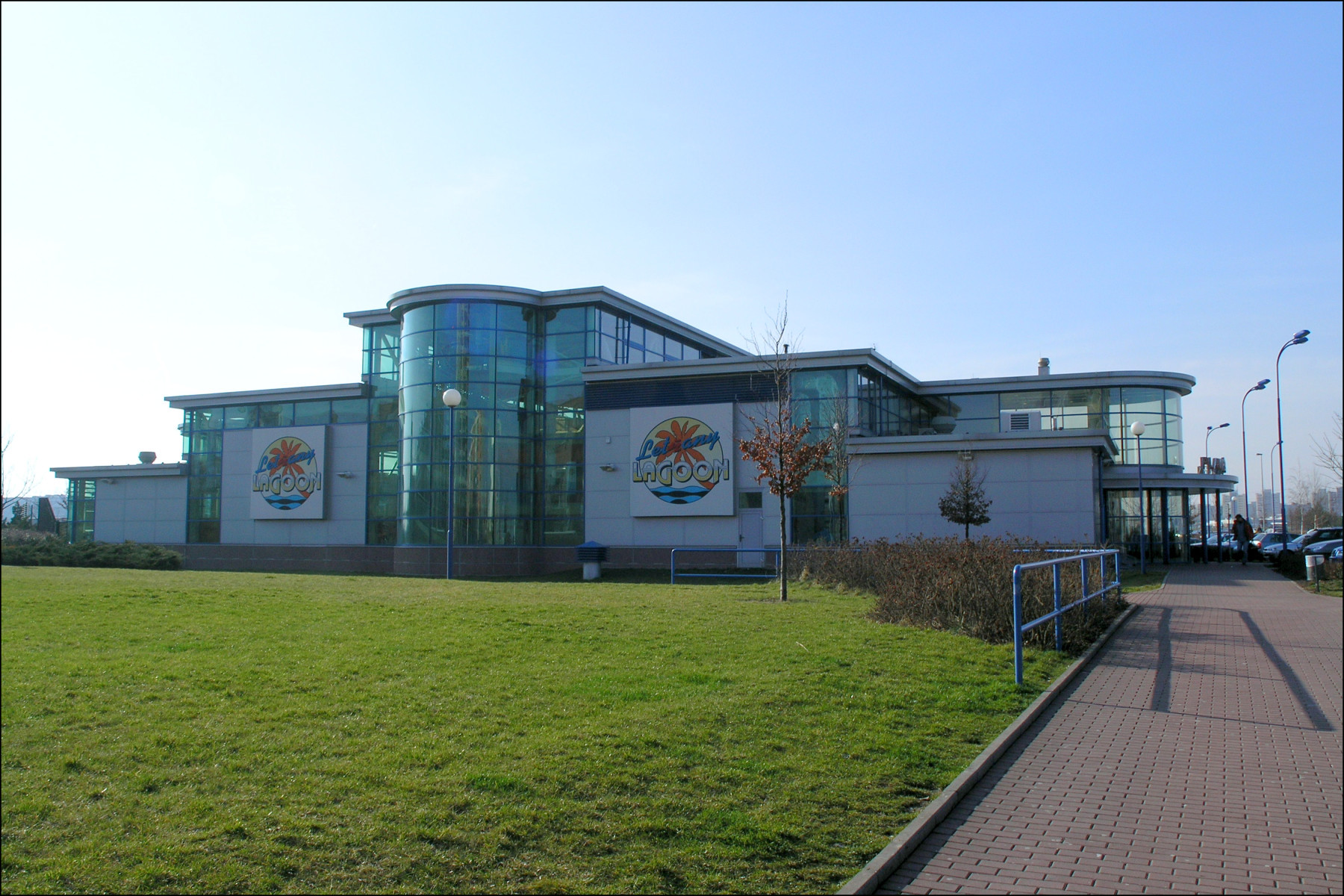
Bazén LAGOON vedle obchodního centra